# ماپلوود (ویرجینیای غربی)
ماپلوود (به انگلیسی: Maplewood) یک منطقهٔ مسکونی در ایالات متحده آمریکا است که در شهرستان فایت، ویرجینیای غربی واقع شده‌است. ماپلوود ۸۲۹٫۰۷ متر بالاتر از سطح دریا واقع شده‌است.